# 6ª Squadriglia da ricognizione e combattimento
La 6ª Squadriglia da ricognizione e combattimento del Servizio Aeronautico del Regio Esercito fu costituita con aerei Nieuport.

## Storia
La 6ª Squadriglia Nieuport all'inizio della prima guerra mondiale, nel dicembre 1914 va all'Aeroporto di Udine-Campoformido per il III Gruppo (poi 3º Gruppo caccia terrestre) comandata dal Capitano Oronzo Andriani, altri 2 piloti, 3 osservatori e 5 Nieuport X monoplani (Nieuport IVM).
Il 25 maggio 1915 3 Ni bombardano la centrale elettrica di Monfalcone e l'11 giugno si sposta a Santa Maria la Longa.
Il 20 giugno per un guasto al motore precipita il Nieport del Brigadiere Annibale Comazzi con l'osservatore Vittorio Giovine che resta ferito.
Il 6 luglio 2 Ni sganciano 8 bombe incendiarie sugli hangar del campo volo di Aisovizza ed il 10 luglio passa sotto il comando d'artiglieria del VII Corpo d'armata.
Il 27 luglio un Ni viene abbattuto dalla contraerea vicino al lago di Pietrarossa di Monfalcone ed il 27 agosto il reparto viene sciolto.
Il 25 settembre rinasce a Pordenone la 6ª Squadriglia Farman dotata di Farman 14 con motore Fiat A.10 da 100 hp alle dipendenze del II Gruppo (poi 2º Gruppo) e va a Campoformido.
Il 7 ottobre l'unità si sposta a Chiasiellis comandata dal Cap. Guido Olivo, altri 5 piloti tra cui i soldati Arturo Dell'Oro ed Antonio Locatelli e 6 Farman ed il 12 ottobre arrivano 5 osservatori tra cui il Tenente Mario Ajmone Cat che dal 1935 al 1936 comanderà l'Aeronautica dell'Africa Orientale e dal 1944 al 1951 Capo di stato maggiore dell'Aeronautica Militare.
Il 15 dicembre diventa 6ª Squadriglia da ricognizione e combattimento. 
Nel 1915 ha effettuato 69 voli di guerra con 3 combattimenti.
Al 1 gennaio 1916 dispone di 6 piloti, 4 osservatori ed il 14 febbraio il Sergente Locatelli ed Ajmone Cat rivendicano una vittoria.
Il 15 aprile 1916 nel cambio dei nomi di tutte le squadriglie diventa 30ª Squadriglia.